# Velikani Mont'e Prama
Velikani Mont'e Prama (italijansko Giganti di Mont'e Prama; sardinsko Zigàntes de Mònt'e Pràma) so nekoč prostostoječe skulpture iz peščenjaka sardinske nuraške kulture. Na polotoku Sinis v pokrajini Oristano je bilo najdenih okoli 30 nepoškodovanih grobov sklonjenih pokopov, ki so bili pokriti s približno 15 cm debelo in en kvadratni meter veliko ploščo peščenjaka. Postavljeni v zakrivljeno linijo so tvorili okoli 40 m dolgo tlakovano pot, ki je bila ob straneh delno obrobljena z ortostati (kvadratni kamniti bloki). Pod ploščami so v 70-80 cm globokih jamah ležali mrliči brez grobov, običajno obrnjeni proti vzhodu, njihove glave so bile včasih pokrite z manjšo kamnito ploščo.

## Mesto odkritja
Večino skulptur so v kosih vrgli na nekropolo, najdeno na Mont'e Prama, nizkem hribu 50 m nad nadmorsko višino in strateško postavljenem v samem središču polotoka Sinis. Samo še eno fragmentirano skulpturo – človeško glavo – so našli drugje, blizu svetega vodnjaka Banatou (Narbolia, Oregon). To mesto je približno 2 km stran od nuraga S'Uraki, glava pa je bila najdena skupaj z različnimi keramičnimi najdbami, bodisi punskimi bodisi nuraškimi.
Glede na lokacijo številnih fragmentov v Mont'e Prami in edinstvenega v Narboliji se domneva, da so bili kipi prvotno postavljeni v bližini same nekropole ali na še vedno neidentificiranem mestu na polotoku Sinis, regiji, ki se razteza severno od Zaliva Oristano, med Sardinskim morjem in ribnikom Cabras.
Polotok Sinis je bil naseljen že v mlajši kameni dobi – kar dokazuje izjemno arheološko območje Cuccuru s'Arriu. To mesto je dobro znano po nekropoli iz srednjega neolitika (3800–3200 pr. n. št.), kjer je bil v grobove običajno položen ženski idol v volumetričnem slogu. Kasneje so vsi kulturni premiki, ki so se zgodili na otoku skozi tisočletja, izpričani v regiji Sinis. Med temi je še posebej pomembna kultura zvončastih čaš, ki je bila uvod v kulturo Bonnanaro (ok. 1800 pr. n. št.), ki je sčasoma pripeljala do nuraške civilizacije.
Zaradi svojega srečnega geografskega položaja in precejšnjega števila pomembnih naselij, kot je Tharros, je bil polotok Sinis mostišče za poti proti Balearskim otokom in Iberskemu polotoku, ki so bile od nekdaj povezane s Sardinijo. Balearski otoki so bili pravzaprav dom talajotske kulture, ki je v mnogih pogledih podobna nuraški in torejski civilizaciji. Poleg tega je polotoku Sinis naklonjena bližina Montiferruja, regije, ki gosti starodavni vulkan, mesto pomembnih rudnikov železa in bakra. Ozemlje Montiferruja je prav tako strogo nadzorovano s sistemom številnih nuragov.[37]
Kip, podoben kipu Mont'e Prama, je bil najden na mestu Crabonaxia v San Giovanni Suergiu, Sulcis, ki se nahaja na južni Sardiniji.

## Opis
Leta 1974 je kmet Sisinnio Poddi v kraju Mont'e Prama na polotoku Sinis v provinci Oristano na Sardiniji odkopal glavo kipa. Oblasti v Cabrasu so obvestile arheologa Giovannija Lilliuja in Enrica Atzenija, ki sta med letoma 1975 in 1979 izvedla štiri izkopavanja. Odkritih je bilo okoli 5000 fragmentov kipov, ki so bili veliki med 2 in 2,5 m. Med njimi je bilo 15 glav in 22 doprsnih kipov. Po koncu izkopavanj so najdbe odpeljali v Nacionalni arheološki muzej v Cagliariju. Šele po zagotovljenih finančnih sredstvih s strani pristojnega Ministrstva za kulturo so se leta 2007 lahko začela obnovitvena dela. Koordinacijo je izvajal Centro di Conservazione Archeologica di Roma v sodelovanju z lokalnimi institucijami. Leta 2009 je bilo prvič razstavljenih 25 restavriranih bojevnikov, lokostrelcev in boksarjev ter 13 modelov nuragov, od novembra 2011 pa je na ogled stalna razstava. Največ modelov nuragov je bilo najdenih okoli Monte Prame. Ostanki so verjetno pripadali več kot 44 kipom. Predmetov, ki so jih izkopavanja odkrila med letoma 2007 in 2012, je bilo zelo veliko. 5178 predmetov je imelo tudi skupno težo več kot deset ton.
Na bližnjem smetišču so našli 2000 kosov 30 arhaičnih kipov iz peščenjaka, nekoč visokih od 2,0 do 2,6 m. Poleg namerno uničenih kipov so bili odkriti uničeni baityloi, bronasti in nuraški modeli ter široka paleta keramike iz nuraškega obdobja do rimske dobe.
Kipi so pretežno upodobitve lokostrelcev in bojevnikov, ki so zelo podobni bronastim figuram nuraške kulture (Abini, Serri, Teti) iz 8. do 6. stoletja pr. pr. n. št. Eden ima habitus kipa luzitanskega bojevnika. Mnogi prikazujejo pričeske v keltskem slogu in orientalska oblačila (širok pas in kratek kilt). Čelade figur imajo rogove in njihovi ščiti so dovršeni. Imajo globoko vstavljene oči iz natančno koncentričnih krogov, velike nosove, a njihova usta so le črta. Kar jih dela edinstvene za čas in otok, je njihova velikost večja od naravne.
Odkar so jih izkopali, so skoraj neopaženi ležali v kleti muzeja v Cagliariju. Šele leta 2003 so jih zaradi pritiska javnosti preselili.
Nekateri kipi so zdaj v Arheološkem muzeju v Cagliariju, nekateri pa v bližini mesta izkopavanja v Arheološkem muzeju Cabras (Oristano). Predvideno je, da bodo vse figure razstavljene v Cabrasu po prenovi in razširitvi muzeja.
Nova izkopavanja so potekala v letih 2014 in 2016 z uporabo sodobnejših metod. Najdenih je bilo več kipov, nuraških modelov in dolg zid, kar je povzročilo veliko razburjenje. Nova izkopavanja so se začela septembra 2017.

## Nekropola
Fragmenti skulptur so bili najdeni na vrhu nekropole, ki je na pobočju Mont'e Prama, hriba, na vrhu katerega se dviga nuraški kompleks. Nekropola je sestavljena iz obzidanih grobnic, večinoma brez grobov. Do sedaj raziskana so vsebovala človeška okostja v sedečem in čepečem položaju, ki so pripadala ženskam in moškim posameznikom med trinajstim in petdesetim letom starosti. Trenutno (2012) lahko kompleks razdelimo na dve glavni območji: prvo, v obliki paralelepipeda, je leta 1975 raziskal arheolog Alessandro Bedini; drugo je kačaste oblike in sta jo med letoma 1976 in 1979 izkopala Maria Ferrarese Ceruti in Carlo Tronchetti.
Vzporedno s slednjim poteka asfaltirana cesta, omejena z navpičnimi ploščami. Gradnja ceste naj bi bila sočasna monumentalizaciji nekropole. Izkopavanja v Bediniju so odkrila območje z dvaintridesetimi grobnicami v obliki ciste, izdelanimi iz kamna, ki se razlikuje od tistega, ki je bil uporabljen na območju v kačasti obliki. Grobnice cist so bile večinoma brez pokrivnih plošč, saj so bile uničene med stoletnimi kmetijskimi dejavnostmi na tem območju. Zdi se, da je to tako imenovano Bedinijevo območje prestalo tri faze razvoja:
- prvo fazo predstavljajo krožni vodnjaki, najbolj arhaični; podobni so tistim, ki so jih odkrili na južni Sardiniji v Antasovem templju, posvečenem Sardus Pater Babai, istoimenskemu bogu nuraških Sardincev;
- druga faza naj sovpada z oblaganjem grobov s kamnitimi ploščami;
- tretja faza je sodobna nekropola, ki jo je izkopal arheolog Carlo Tronchetti – in bi morala ustrezati postavitvi kipov.

V odseku, ki ga je izkopal Carlo Tronchetti, je začetek (prostorski in kronološki) nekropole označen s ploščo, ki stoji pokonci, poleg prve grobnice na južni strani. Severno in novejšo stranico omejuje tudi pokončno stoječa plošča. Poleg pokrovnih plošč kačaste postavitve so bile odkopane še majhne jame, ki so se uporabljale za odlaganje človeških kosti. Zaradi prisotnosti Bedinijevega območja zadnje tri grobnice ne sledijo naravni poti, ampak so bile zgrajene ob strani že obstoječih grobov.
Od leta 2012 nekropola še ni bila v celoti izkopana.

## Problem datacije
Starosti ni bilo mogoče natančno določiti. Predpostavke so sprva nihale med letoma 800 in 700 pr. n. št. Da bi podprli pozno datacijo, so bile narejene primerjave z bronastimi izdelki iz skupine Abini. Nekateri raziskovalci so v zadnjem času te brone datirali dve do tri stoletja prej, tj. pred geometrijsko dobo. Najstarejša sardinska bronasta umetnost je verjetno nastala pred sredozemskim preobratom, ki se je zgodil okoli leta 1200 pr. n. št. To bi pomenilo, da je najstarejša prostostoječa velika skulptura v Evropi nastala na Sardiniji, še preden se je podoben razvoj začel v Grčiji. Najdba v 1980-ih v vodnjaku blizu Sorsa kaže, da ideja o nuraškni skulpturi, ki je neodvisna od vplivov vzhodnega Sredozemlja, ni popolnoma absurdna. Potrjuje kiparsko bikovo glavo iz apnenca, ki je bila odkrita v svetišču vodnjaka Santa Vittoria v 1920-ih, vendar je ni bilo mogoče pripisati zaradi nejasnih okoliščin odkritja. Leta 2015 so z radiokarbonsko metodo (C-14) pregledali starost treh mrtvih in jih datirali med 1100 in 900 pr. n. št. Vendar je ta datacija še vedno sporna.
- Carlo Tronchetti: Le tombe e gli eroi. Considerazioni sulla statuaria di Monte Prama in Il Mediterraneo di Heracles, Carocci, Rim, 2005, str. 145–167 (PDF).
- Andreina Costanzi Cobau, Le sculture di Mont'e Prama viste da vicino, Rim 2011 (online, PDF).
- Giovanni Lilliu: Sculture della Sardegna nuragica, 1966.
- Giovanni Lilliu: [http://www.sardegnadigitallibrary.it/mmt/fullsize/2009022319501100005.pdf Cuoiai o pugilatori? A proposito di tre figurine protosarde (PDF; 39 MB), 2008 v: Alberto Moravetti (ur.): Sardegna e Mediterraneo negli scritti di Giovanni Lilliu, vol.
- Giovanni Lilliu: Betili e betilini nelle tombe di giganti della Sardegna, v: Atti della Accademia Nazionale dei Lincei, Memorie, Series IX, Vol.
- Massimo Pittau: Il Sardus Pater and i guerrieri di Monte Prama. EDES, Sassari 2008, ISBN 978-88-6025-108-4.
- Roberto Sirigu: Le tombe degli eroi di Monti Prama (PDF; 4,6 MB), v: Darwin 141.1 (2006) 40-45.
- Alfonso Stiglitz: La Sardegna e l'Egitto, il progetto Shardana. V: G. Cavillier (ur.): L'Egitto di Champollion e Rosellini, fra Museologia, Collezionismo e Archeologia, Genova, 2010.
- Alfonso Stiglitz, Giovanni Tore, Giuseppe Atzori, Salvatore Sebis: La penisola del Sinis tra i bronzo finale e la prima età del ferro, v: Un millennio di relazioni fra la Sardegna e i paesi del Mediterraneo, Selargius, Cagliari 1986.
- Carlo Tronchetti: I Sardi: traffici, relazioni, ideology nella Sardegna arcaica, Longanesi 1988.
- Carlo Tronchetti: Le tombe e gli eroi. Considerazioni sulla statuaria nuragica di Mont'e Prama, v: Paolo Bernardini, Raimondo Zucca: Il Mediterraneo di Herakle, 2005 (PDF; 978  kB), str. 145–167.
- Michel-Claude Weiss, François de Lanfranchi: Les Statues-menhirs de la Corse et le contexte méditerranéen, 1997.